# Tauchira
Tauchira is een geslacht van rechtvleugeligen uit de familie veldsprinkhanen (Acrididae). De wetenschappelijke naam van dit geslacht is voor het eerst geldig gepubliceerd in 1878 door Stål.

## Soorten
Het geslacht Tauchira omvat de volgende soorten:
- Tauchira abbreviata Serville, 1838
- Tauchira buae Bolívar, 1898
- Tauchira damingshana Zheng, 1984
- Tauchira grandiceps Willemse, 1928
- Tauchira hunanensis Fu & Zheng, 1999
- Tauchira karnyi Willemse, 1925
- Tauchira longipennis Liang, 1989
- Tauchira obliqueannulata Brunner von Wattenwyl, 1898
- Tauchira oreophilus Tinkham, 1940
- Tauchira polychroa Stål, 1875
- Tauchira rufotibialis Willemse, 1925
- Tauchira vietnamensis Storozhenko, 1992